# Портакар

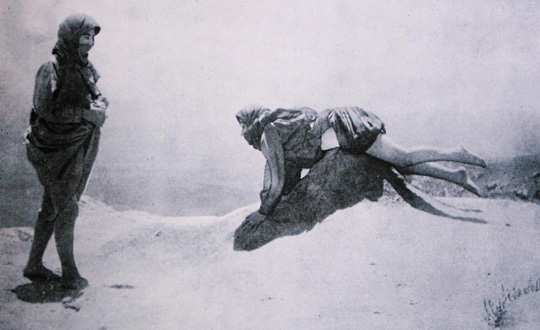
Портакар. XIX р.

«Пупкові камені» (вірм. պորտաքար) — ритуальні камені в  Вірменії, пов'язані з культом богині (діцуї) землі, родючості і материнства (найімовірніше, Анаїт).

## Історія
Ймовірно, на формування уявлень про портакари вплинув відомий міф про народження  Мітри (у вірменській міфології — Мгер) з каменю і його відхід у скелю. У цьому зв'язку, портакари також вважалися воротами в потойбічний світ.
Згідно з  дохристиянським ритуальним обрядом, жінки, що бажали завагітніти, лягали, або притискалися до портакара животом, що, за віруваннями  вірменів, сприяло вагітності. Частиною обряду було запалювання свічки і обкурювання портакара пахощами.
Якщо в результаті такого обряду народжувалася дитина, то на портакарі робився сакральнай знак-відмітина. Відповідно, чим більше подібних знаків на портакарі, тим потужнішим він вважався, і тим більшою популярністю користувався серед населення.

## Ресурси Інтернету
- Якісне фото[недоступне посилання з липня 2019]